# Pasilan linkkitorni
Pasilan linkkitorni ist die Bezeichnung des Fernsehturms von Helsinki. Der 1983 fertiggestellte Turm ist 146 m hoch und besitzt in 112 Metern Höhe Räume mit technischen Anlagen.

## Lage
Der Fernsehturm steht auf dem umfriedeten Geländeteil des finnischen öffentlich-rechtlichen Rundfunks YLE im Stadtteil Pasila, rund 3,5 Kilometer nördlich vom Stadtzentrum entfernt. Der Turm befindet sich im Nordteil des Rundfunkgeländes zwischen dem Studiogebäude und unmittelbar neben einem Technik-Gebäudekomplex.

## Geschichte
Die Planungen für einen Fernsehturm in Helsinki gehen bis Ende der 1950er Jahre zurück. Damals plante YLE noch einen 190 Meter hohen Turm mit einem Drehrestaurant und eine öffentlich zugängliche Aussichtsplattform. Für den möglichen Standort kamen Linnanmäki oder Pasila infrage. Die Entscheidung für das Stadtviertel Pasila wurde 1956 gefällt, allerdings wurde das Bauvorhaben in einer deutlich reduzierten Form ohne öffentliche Zugänglichkeit erst Anfang der 1980er Jahre umgesetzt.
Der 1983 fertiggestellte Turm wurde vom Architekten Mikko Armanto entworfen. Im Jahr 2021 hatte man erwogen, den in die Jahre gekommenen Fernsehturm abzureißen, da für die Übertragungstechnik mittlerweile Glasfaserkabel im Einsatz sind. Aufgrund des Wahrzeichencharakters für die Stadt Helsinki hat sich der Rundfunksender YLE gegen den Abriss entschieden und wird den Turm sanieren. Die Instandsetzungsarbeiten werden jährlich rund 75.000 bis 100.000 Euro kosten.

## Beschreibung
Der Pasilan linkkitorni besteht aus einem nach oben sich nicht verjüngenden Turmschaft. Insgesamt sieben Antennenplattformen sind auf dem Betonschaft verteilt, jeweils drei in der oberen Hälfte, eine einzelne Plattform befindet sich knapp unterhalb der Mitte des Schaftes. Die Betonkonstruktion wird von einer Stahlfachwerkantenne abgeschlossen. Auf der Oberseite des Betonschaftes befindet sich für die Antennenmontage ein Hebezeug. Die auf 112 Meter befindlichen Sender- und Technikräume lassen sich von außen nicht wahrnehmen. Der Turm verfügt über keinen auskragenden Turmkorb.

## Sendertabelle
Folgende UKW-Hörfunksender werden vom Pasilan linkkitorni abgestrahlt:
| Frequenz (MHz) | Programm        | RDS PS   | RDS PI | ERP (kW) | Polarisation horizontal (H)/vertikal (V) |
| -------------- | --------------- | -------- | ------ | -------- | ---------------------------------------- |
| 88,6           | Helmiradio      | HELMI    | 628C   | 0,5      | V                                        |
| 89,0           | Radio Dei       | RADIODEI | 6266   | 0,5      | V                                        |
| 90,3           | HitMix          | HitMix   | 6363   | 0,5      | V                                        |
| 91,1           | Me Naiset Radio | MeNaiset | 6367   | 0,5      | V                                        |
| 92,5           | Radio Rock      | ROCK     | 6288   | 0,5      | V                                        |
| 102,8          | Groove FM       | GrooveFM | 6CDE   | 0,5      | V                                        |
| 104,6          | Basso           | BASSO    | 62AB   | 0,5      | V                                        |
| 106,9          | Radio Pooki     | POOKI    | 62AF   | 0,5      | V                                        |